# Helsingfors teaterorkester
Helsingfors teaterorkester (finska: Helsingin teatteriorkesteri), var en finländsk orkester som var verksam i Helsingfors.
Helsingfors teaterorkester grundades 1930 av tidigare stumfilmsmusiker för att tillgodose huvudstadens talsceners behov. I varierande sammansättning gavs även publika konserter under ledning av bland andra Jussi Jalas, Erik Cronvall och Ulf Söderblom. Orkestern upplöstes 1965. 